# Tom Shippey
Thomas Alan Shippey (Calcuta, 9 de septiembre de 1943) es un estudioso británico de la literatura medieval, incluida la Inglaterra anglosajona, y de los géneros de la fantasía y la ciencia ficción modernas, especialmente en la obra de J. R. R. Tolkien, sobre quien ha escrito varios trabajos académicos. Se le considera uno de los principales estudiosos de la obra de Tolkien.
Su vida y obra se entrecruzan con las de Tolkien de varios modos; como Tolkien, estudió en la King Edward's School de Birmingham, y enseñó inglés antiguo en la Universidad de Oxford. Ocupó la antigua cátedra de Tolkien en la Universidad de Leeds. A diferencia de Tolkien, más tarde se trasladó a la Universidad de San Luis, donde ostenta la Cátedra de Humanidades Walter J. Ong.
Además de escribir sus propios libros, también ha editado varias colecciones, como The Oxford Book of Science Fiction Stories, y desde 2003 es el editor de la revista Studies in Medievalism.
Bajo el seudónimo de John Holm, también es coautor (junto con Harry Harrison) de The Hammer and the Cross, una trilogía de novelas de historia alternativa y fantasía.

## Premios
Shippey ha sido laureado por la Mythopoeic Society en dos ocasiones como ganador del Mythopoeic Scholarship Award a estudios sobre los Inklings:
- 1984, por The Road to Middle-earth;
- 2001, por J. R. R. Tolkien: Author of the Century.

Y otra vez más, en 2008, el mismo premio pero en la subcategoría de estudios sobre mitos y fantasía en general, por su ensayo The Shadow-Walkers: Jacob Grimm’s Mythology of the Monstrous.